# Уильямс, Деррик (футболист)
Деррик Шон Уильямс (англ. Derrick Shaun Williams; 17 января 1993, Гамбург, Германия) — ирландский футболист, защитник клуба «Атланта Юнайтед» и сборной Ирландии.
Уильямс родился в Германии в семье ирландки и американского военного. В возрасте 7 лет семья переехала в Ирландию.

## Клубная карьера
Уильямс — воспитанник английского клуба «Астон Вилла». 1 декабря 2012 года в матче против «Куинз Парк Рейнджерс» он дебютировал в английской Премьер лиге.
Летом 2013 года Уильямс подписал контракт на 3 года с клубом «Бристоль Сити». 11 августа в матче против «Ковентри Сити» он дебютировал в Первой лиге Англии. 15 февраля 2014 года в поединке против «Транмир Роверс» Деррик забил свой первый гол за «Бристоль Сити». В 2015 году Уильямс помог клубу выйти в более высокий дивизион. 8 августа в матче против «Шеффилд Уэнсдей» он дебютировал в Чемпионшипе.
Летом 2016 года Уильямс подписал контракт с «Блэкберн Роверс». 27 августа в матче против «Фулхэма» он дебютировал за новую команду. 7 марта 2017 года в поединке против «Кардифф Сити» Деррик забил свой первый гол за «Блэкберн Роверс».
4 марта 2021 года Уильямс перешёл в клуб MLS «Лос-Анджелес Гэлакси», подписав двухлетний контракт с опцией продления ещё на один год, после того как его контракт с «Роверс» был расторгнут по взаимному согласию сторон. В американской лиге он дебютировал 2 мая в матче против «Сиэтл Саундерс». 22 мая в матче против «Портленд Тимберс» получил красную карточку за грубый фол на Анди Поло, за что был дисквалифицирован Дисциплинарным комитетом MLS на пять дополнительных матчей (всего шесть) и был оштрафован на нераскрытую сумму.
10 ноября 2022 года Уильямс был продан в «Ди Си Юнайтед» за $180 тыс. в общих распределительных средствах. За вашингтонский клуб он дебютировал 4 марта 2023 года в матче против «Коламбус Крю», выйдя на замену на 85-й минуте вместо Моханада Джеазе. 24 июня в матче против «Цинциннати» он забил свой первый гол в MLS. По окончании сезона 2023 контракт Уильямса с «Ди Си Юнайтед» истёк.
21 декабря 2023 года Уильямс был выбран клубом «Атланта Юнайтед» на втором этапе Драфта возвращений MLS. 12 января 2024 года клуб подписал с игроком контракт до конца сезона 2025 с опцией продления на сезон 2026. За «Атланту Юнайтед» он дебютировал 24 февраля в матче стартового тура сезона 2024 против «Коламбус Крю».

## Международная карьера
В 2011 году в составе юношеской сборной Ирландии Уильямс принял участие в юношеском чемпионате Европы в Румынии. На турнире он сыграл в матчах против команд Греции, Чехии и Испании.
28 марта 2018 года в товарищеском матче против сборной Франции Уильямс дебютировал за сборную Ирландии. 14 ноября 2019 года в поединке против сборной Новой Зеландии Деррик забил свой первый гол за национальную команду.

### Голы за сборную Ирландии
| № | Дата           | Место                   | Противник      | Счёт | Результат | Соревнование      |
| - | -------------- | ----------------------- | -------------- | ---- | --------- | ----------------- |
| 1 | 14 ноября 2019 | Авива, Дублин, Ирландия | Новая Зеландия | 1:1  | 3:1       | Товарищеский матч |

## Достижения
Командные
 «Бристоль Сити»
- Обладатель Трофея Футбольной лиги: 2014/15